# Sparganothina laselvana
Espèce
Sparganothina laselvana est une espèce de papillons de nuit de la famille des Tortricidae.

## Répartition et habitat
Sparganothina laselvana est décrite du Costa Rica.

## Taxinomie
L'espèce Sparganothina laselvana est décrite par Bernard Landry en 2001.